# 中橋敬次郎
中橋 敬次郎（なかはし けいじろう、1922年3月14日 -  1994年6月17日）は、日本の官僚。国税庁長官を務めた。

## 来歴・人物
石川県出身。1944年に東京帝国大学法学部政治学科を卒業し、同年に大蔵省に入省。主計局属。1949年6月に芦屋税務署長。その後は主税局税制第一課長などを務める。1967年8月4日に主税局総務課長（同年8月11日までは主税局税制第一課長、同日から8月18日までは主税局税制第二課長を兼ねる）。1968年6月25日に大臣官房文書課長。1970年6月25日に大臣官房審議官（銀行局担当）。1971年7月1日に大臣官房審議官（主税局担当）。1972年6月27日に東京国税局長。
1973年6月26日に大臣官房長。1974年6月26日に主税局長。1975年7月8日に国税庁長官に就任。1976年6月11日に国土事務次官。1977年に国鉄監査委員。1979年に地域振興整備公団副総裁を経て、1984年には総裁に就任。
1992年4月に勲一等瑞宝章を受章。
1994年6月17日脳内出血のために死去。72歳没。